# Gowa (stato)
Il sultanato di Gowa (in lingua aceh: Kesultanan Gowa) o sultanato di Goa (da non confondere con Goa, in India) o regno di Gowa-Tallo, fu uno stato principesco esistito nell'attuale Indonesia, tra il 1300 ed il 1945.

## Storia
Prima della fondazione del sultanato, la regione era nota genericamente come Makassar, ovvero terra abitata dai Suku Makassar (tribù di Makassar). La storia del regno può essere divisa sostanzialmente in due epoche: il regno pre-islamico ed il sultanato post-islamico.

### Il regno pre-islamico
Secondo il poema Nagarakretagama, lodando re Rajasanagara di Majapahit, indica il regno di Gowa come uno degli stati tributari del regno di Makassar già dal 1365.
La prima regina di Gowa fu Tomanurung Baine. Poco si sa di quel periodo e dell'attività della sovrana, mentre la documentazione inizia a divenire più abbondante e definita a partire dal regno del sesto sovrano, Tonatangka Kopi, dove fonti locali riportano la spartizione dello stato avvenuta alla morte di Kopi tra i suoi figli: il regno di Gowa vero e proprio, con a capo Batara Gowa quale settimo sovrano, nell'area di Paccelekang, Pattalasang, Bontomanai Ilau, Bontomanai 'Iraya, Tombolo e Mangasa; l'altro figlio, Karaeng Loe ri Sero, ottenne il comando del regno di Tallo che includeva le aree di Saumata, Pannampu, Moncong Loe, and Parang Loe.
Per anni i due regni furono in contrasto sino a quando il regno di Tallo non venne sconfitto. Durante il regno del decimo sovrano di Gowa, I Manriwagau Daeng Bonto Karaeng Lakiung Tunipalangga Ulaweng (1512-1546), i due regni vennero riunificati e divennero noti popolarmente come Rua Kareng se're ata ("regno dei due re di un solo popolo" in lingua makassarese). Molti storici hanno comunque continuato a designare l'entità come "regno Gowa-Tallo".

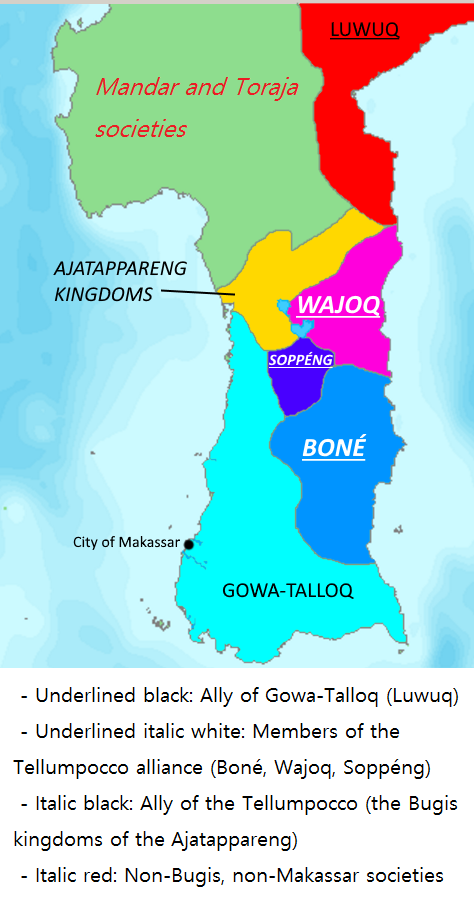
Mappa geopolitica dei regni del Sulawesi meridionale nel XVI secolo

### Il sultanato islamico
Tracce della diffusione dell'islam nel Sulawesi meridionale risalgono agli anni '20 del XIV secolo con l'arrivo di Sayyid Jamaluddin al-Akbar Al-Husaini dalla penisola arabica.
La conversione del regno di Gowa all'islam è datata precisamente al 22 settembre 1605 quando nel regno di Tallo-Gowa, Karaeng Matowaya Tumamenaga Ri Agamanna, si convertì personalmente alla nuova fede, cambiando il suo nome in Alauddin. Questi governò il regno dal 1591 al 1629.
Dal 1630 sino all'inizio del XX secolo, i capi politici di Gowa ed i funzionari islamici vennero reclutati tra i ranghi della nobiltà. Dal 1607, i sultani locali attuarono una politica favorevole ai mercanti stranieri che avessero voluto intraprendere attività commerciali nello stato e le richieste non tardarono a pervenire. Nel 1613, gli inglesi costruirono una fattoria in loco, la quale ad ogni modo si scontrò ben presto con gli interessi coloniali degli olandesi nell'area.
Il più famoso tra i sultani del regno fu Hasanuddin, che regnò dal 1666 al 1669 ed iniziò una guerra nota come Guerra di Makassar contro la Compagnia olandese delle Indie orientali che venne assistita nello scontro dal re di Bone, Arung Palakka.

### L'abolizione del sultanato
Dal 1673 l'area attorno a Fort Rotterdam si sviluppò sino a divenire una vera e propria città oggi nota col nome di Makassar. Dal 1904 il governo coloniale olandese intraprese la Spedizione nel Sulawesi meridionale ed iniziò una guerra contro i piccoli regni dell'area, tra cui Gowa. Nel 1911 il sultanato perse la guerra e con essa la propria indipendenza a favore degli olandesi. A seguito della proclamazione d'indipendenza dell'Indonesia dai Paesi Bassi nel 1945, il sultanato venne abolito e tramutato nella regione della reggenza di Gowa, per poi venire recuperato successivamente non più come stato politico ma bensì come entità culturale a tutela della storia e delle tradizioni locali, privo quindi di ogni potere territoriale.

## Regnanti di Gowa
| Numero | Monarca | Periodo di vita                    | Periodo di regno                  |
| ------ | --- | ---------------------------------- | --------------------------------- |
| 1      | Tumanurung Baine |                                    | Metà del XIV secolo               |
| 2      | Tumassalangga Baraya |                                    |                                   |
| 3      | I Puang Lowe Lembang |                                    |                                   |
| 4      | I Tuniatabanri |                                    |                                   |
| 5      | Karampang ri Gowa |                                    |                                   |
| 6      | Tunatangka Lopi |                                    |                                   |
| 7      | Batara Gowa, col nome di Tumenanga ri Paralakkenna                                                                      |                                    |                                   |
| 8      | Pakere Tau Tunijallo ri Passukki                                                                                        |                                    | Fine del 1510 - inizio del 1511   |
| 9      | Daeng Matanre Karaeng Tumapa'risi' Kallonna                                                                             |                                    | Fine 1510/inizio 1511 - late 1546 |
| 10     | I Manriwagau Daeng Bonto Karaeng Lakiung Tunipalangga Ulaweng                                                           | 1511 - 1565                        | 1546 - 1565                       |
| 11     | I Tajibarani Daeng Marompa Karaeng Data Tunibatte                                                                       | 1517 - 1565                        | 1565 (solo 40 giorni)             |
| 12     | I Manggorai Daeng Mameta Karaeng Bontolangkasa Tunikallo                                                                | 1545 - fine 1590                   |                                   |
| 13     | I Tepukaraeng Daeng Parabbung Tuni Pasulu (deposed)                                                                     |                                    | 1593 - ?                          |
| 14     | I Mangari Daeng Manrabbia Sultan Alau'ddin, col titolo di Tumenanga ri Gaukanna                                         | 1586 - 15 giugno 1639              | 1593 - 15 giugno 1639             |
| 15     | Tumamenang ri Papambatuna Sultan Malikussaid (Muhammad Said), col titolo di Karaeng Ujung, Karaeng Lakiung              | 11 dicembre 1607 - 5 novembre 1653 | 1639 - 5 novembre 1653            |
| 16     | I Mallombassi Daeng Mattawang Karaeng Lakiyung Bonto Mangape Sultan Hasanuddin, titled Tuminanga ri Ballaq Pangkana     | 12 gennaio 1631 - 12 giugno 1670   | 1653 - 17 giugno 1669             |
| 17     | Sultan Amir Hamzah, col titolo di Tuminang ri Alluq                                                                     | 31 marzo 1657-7 maggio 1681        | 1669 - 1674                       |
| 18     | Sultan Muhammad Ali (Karaeng Bisei), col titolo di Tumenanga ri Jakattara                                               | 29 novembre 1654-15 agosto 1681    | 1674 - 1677                       |
| 19     | I Mappadulu Daeng Mattimung Karaeng Sanrobone Sultan Abdul Jalil, col titolo di Tuminanga ri Lakiyung                   |                                    | 1677 - 1709                       |
| 20     | La Pareppa Tosappe Wali Sultan Ismail, col titolo di Tuminanga ri Somba Opu                                             |                                    | 1709 - 1711                       |
| 21     | I Mappauraqngi Sultan Sirajuddin, col titolo di Tuminang ri Pasi                                                        |                                    | 1711 -                            |
| 22     | I Manrabbia Sultan Najamuddin                                                                                           |                                    |                                   |
| 23     | I Mappaurangi Sultan Sirajuddin, col titolo di Tuminang ri Pasi (2ª volta)                                              |                                    | 1735 - 1735                       |
| 24     | I Mallawagau Sultan Abdul Khair                                                                                         |                                    | 1735 - 1742                       |
| 25     | I Maappibabasa Sultan Abdul Kudus                                                                                       |                                    | 1742 - 1753                       |
| 26     | Amas Madina Batara Gowa (esiliato in Sri Lanka)                                                                         | 1747-1795                          | 1753 - 1767                       |
| 27     | I Mallisujawa Daeng Riboko Arungmampu, col titolo di Tuminanga ri Tompobalang                                           |                                    | 1767 - 1769                       |
| 28     | I Temmassongeng Karaeng Katanka Sultan Zainuddin, col titolo di Tuminanga ri Mattanging                                 |                                    | 1770 - 1778                       |
| 29     | I Manawari Karaeng Bontolangkasa                                                                                        |                                    | 1778 - 1810                       |
| 30     | I Mappatunru/I Mangikarang Karaeng Lembang Parang, col titolo di Tuminanga ri Katangka                                  |                                    | 1816 - 1825                       |
| 31     | La Oddanriu Karaeng Katangka, col titolo di Tuminanga ri Suangga                                                        |                                    | 1825 - 1826                       |
| 32     | I Kumala Karaeng Lembang Perang Sultan Abdul Kadir Moh Aidid, col titolo di Tuminaga ri Kakuasanna                      | Morto il 30 gennaio 1893           | 1826 - 30 gennaio 1893            |
| 33     | I Malingkaan Daeng Nyonri Karaeng Katangka Sultan Idris, col titolo di Tuminanga ri Kalabbiranna                        | Morto il 18 maggio 1895            | 1893 - 18 maggio 1895             |
| 34     | I Makkulau Daeng Serang Karaeng Lembangparang Sultan Husain, col titolo di Tuminang ri Bundu'na                         |                                    | 18 maggio 1895 - 13 aprile 1906   |
| 35     | I Mangimangi Daeng Matutu Karaeng Bonto Nompo Sultan Muhammad Tahur Muhibuddin, col titolo di Tuminanga ri Sungguminasa |                                    | 1936 - 1946                       |
| 36     | Andi Ijo Daeng Mattawang Karaeng Lalolang Sultan Muhammad Abdul Kadir Aiduddin                                          | Morto nel 1978                     | 1956 - 1960                       |

## Galleria d'immagini

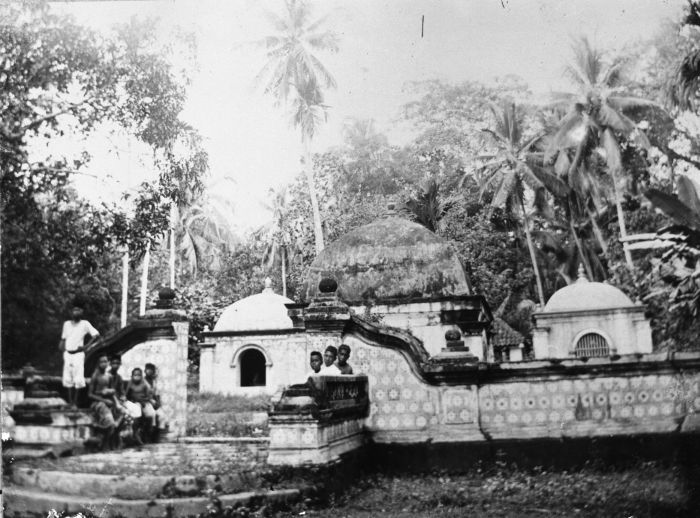
Mausoleo dei sovrano di Gowa
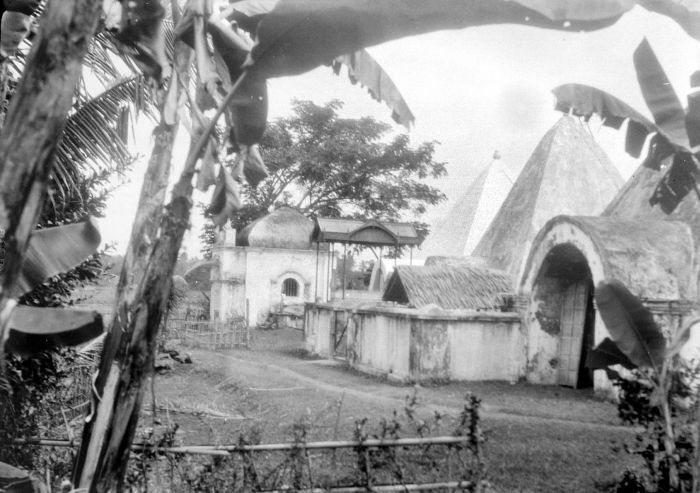
Mausoleo dei sovrano di Gowa
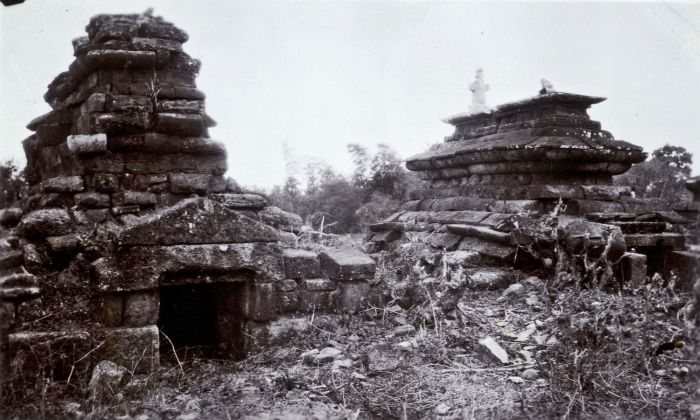
Mausoleo dei sovrano di Gowa
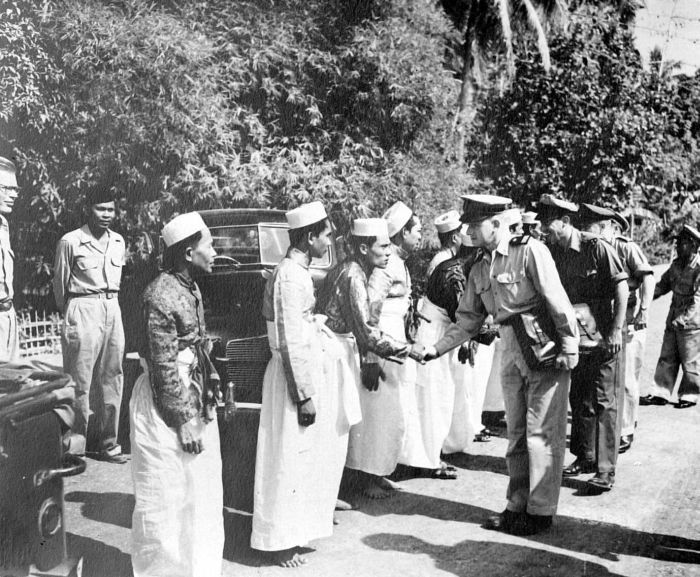
L'arrivo delle autorità olandesi per una discussione con il sovrano di Gowa a Sungguminassa
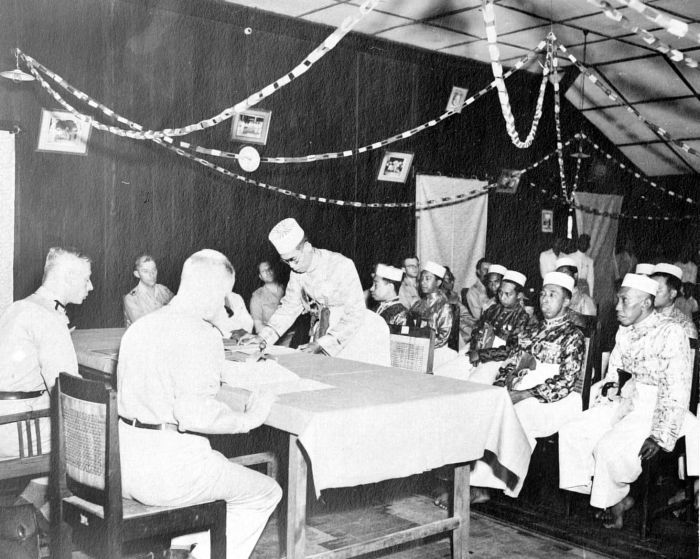
Il sovrano di Gowa firma un trattato con gli olandesi nel proprio palazzo reale
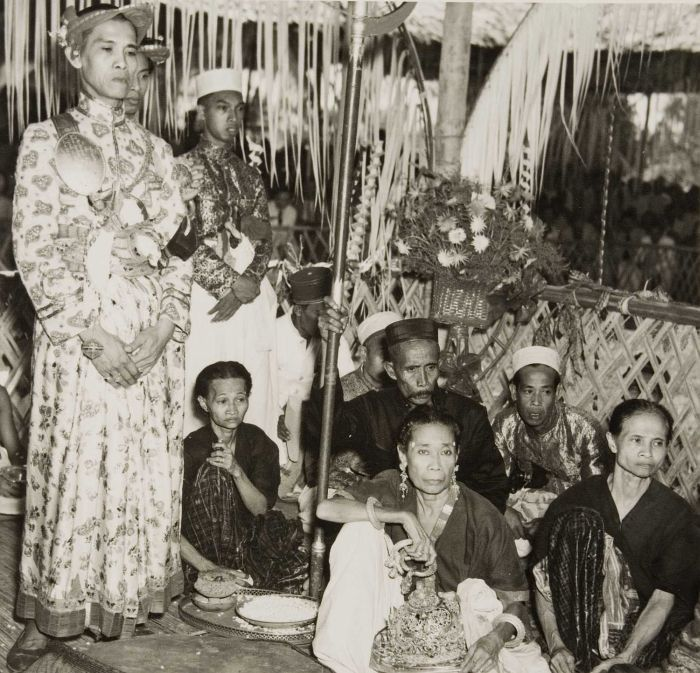
L'incoronazione del sultano di Gowa